# Stjärntal

Kinaschackets schackbräde har 121 (cirkulära) rutor, där 121 är ett stjärntal.

Stjärntal är ett centrerat figurtal som representerar en centrerad hexagram (sexuddig stjärna), till exempel den som Kinaschack spelas på.
| 1 |  | 13                                                |  | 37 |
| - |  | ------------------------------------------------- |  | --- |
| * |  | * · * · * · * · * · * · * · * · * · * · * · * · * |  | * · * · * · * · * · * · * · * · * · * · * · * · * · * · * · * · * · * · * · * · * · * · * · * · * · * · * · * · * · * · * · * · * · * · * · * · * |

Det n:te stjärntalet ges av formeln Sn = 6n(n − 1) + 1.
De 43 första stjärntalen är:
1, 13, 37, 73, 121, 181, 253, 337, 433, 541, 661, 793, 937, 1093, 1261, 1441, 1633, 1837, 2053, 2281, 2521, 2773, 3037, 3313, 3601, 3901, 4213, 4537, 4873, 5221, 5581, 5953, 6337, 6733, 7141, 7561, 7993, 8437, 8893, 9361, 9841, 10333, 10837, … (talföljd A003154 i OEIS)
Den digitala roten av ett stjärntal är alltid 1 eller 4, och fortgår i följden 1, 4, 1. De två sista siffrorna i ett stjärntal i basen 10 är alltid 01, 13, 21, 33, 37, 41, 53, 61, 73, 81 eller 93.
Ett unikt stjärntal är 35113, eftersom dess primtalsfaktorer (det vill säga 13, 37 och 73) också är tre på varandra följande stjärntal.

## Relation till andra typer av tal
Geometriskt består det n:te stjärntalet av en central punkt och 12 kopior av det (n − 1):te triangeltalet – vilket gör det numeriskt ekvivalent med det n:te centrerade dodekagontalet, men där ordningarna ordnas på olika sätt.
Oändligt många stjärntal är också triangeltal, de fyra första är S1 = 1 = T1, S7 = 253 = T22, S91 = 49141 = T313 och S1261 = 9533161 = T4366 (talföljd A156712 i OEIS).
Oändligt många stjärntal är också kvadrattal, de fyra första är S1 = 12, S5 = 121 = 112, S45 = 11881 = 1092 och S441 = 1164241 = 10792 (talföljd A054318 i OEIS).
Oändligt många stjärntal är också primtal. De första stjärnprimtalen är:
13, 37, 73, 181, 337, 433, 541, 661, 937, 1093, 2053, 2281, 2521, 3037, 3313, 5581, 5953, 6337, 6733, 7561, 7993, 8893, 10333, 10837, 11353, 12421, 12973, 13537, 15913, 18481, 20533, 21961, 25741, 27337, 32413, 33301, 36037, 36973, 42841, … (talföljd A083577 i OEIS)
Termen "stjärntal" används ibland för oktogontal.[källa behövs]

## Tillämpningar
Antalet av de tretton kolonierna i USA, 13, är ett stjärntal. Detta användes i konstruktionen av USA:s stora sigill, framsidan som har en sexuddig stjärna som bildats av ett arrangemang av 13 mindre stjärnor.